# یاستژنبنگکی (استان پومرانی غربی)
یاستژنبنگکی (به لاتین: Jastrzębniki) یک روستا در لهستان است که در گمینا سواووبوژه واقع شده است.